# Dmitri Dokhtourov
Pour les articles homonymes, voir Doctorow.
Dmitri Sergueïevitch Dokhtourov ou Doctourov (en russe : Дмитрий Сергеевич Дохтуров) est un général d'infanterie russe (1810) né le 26 octobre 1756 et mort le 14 novembre 1816 à Moscou. Il participe notamment aux campagnes d'Allemagne en 1805, de Russie en 1812 et d’Allemagne en 1813.

## Carrière militaire

### Premières années
Il participe à la guerre russo-suédoise de 1788-1790.
Il est promu colonel en 1795, puis major-général en 1797 et lieutenant-général en 1799.

### Campagne d'Autriche de 1805
En 1805, il participe à la bataille de Dürenstein contre le corps du maréchal Mortier. À la tête de 9 000 hommes, il est chargé de tourner les Français et de leur couper la retraite. À la tombée de la nuit, sa colonne entre en scène, s'empare de Dürenstein et se rabat sur les arrières de la division Gazan tout en cherchant à s'opposer à l'arrivée des renforts de la division Dupont. Les français parviennent cependant à se dégager. 
Il commande l'une des quatre colonnes de la gauche russe à la bataille d'Austerlitz. Stationnée la veille au soir près de Hostieradek, son objectif est la prise de Telnitz avant de se rabattre vers le nord. Initialement couronné de succès, l'offensive de Doctourov et de Kienmayer se heurte aux renforts du corps de Davout et ne peut déboucher des villages. À la fin de l'après-midi, le corps de Buxhoewden est écrasé par l'offensive des corps de Soult et d'Oudinot. Przybyszewski et Langeron prisonniers, c'est Doctourov qui rallie les restes des trois divisions et organise la retraite à travers les étangs gelés du sud du champ de bataille.

### Campagne de Pologne
Pendant la campagne de Pologne, Doctourov est battu à Golymin par les maréchaux français Augereau, Murat et Davout. À Eylau, le général Doctourov commande la 7e division russe et est blessé. Il est encore à la tête de sa division à la bataille d'Heilsberg puis à celle de Friedland. Le matin du 14 juin 1807, la division Doctourov, qui suit l'avant-garde russe, attaque les positions françaises à l'ouest de Friedland vers Posthenen puis occupe la rive gauche de l'Alle, au centre-droit du dispositif russe.

### Campagne de Russie
En février 1810, il est envoyé en Volhynie prendre le commandement d'une armée en cours de création. Composée des 7e, 9e et 25e divisions d'infanterie, d'une partie des 5e et 6e division de cavalerie et d'autres unités de cavalerie détachées, cette armée, forte de plus de 38 000 hommes constitue le noyau de départ de la 2e armée de l'ouest de 1812. En octobre 1810, il est promu général d'infanterie. En août 1811, il passe sous le commandement du général Bagration.
En mai 1812, peu avant le début de la campagne de Russie, l'armée russe est réorganisée et Doctourov est transféré à la première armée de l'Ouest, du général Barclay de Tolly. Il commande le 6e corps de cette armée à la bataille de Smolensk, où il est chargé de la défense de la ville pendant que l'armée russe retraite vers Moscou. À la bataille de la Moskova, le corps de Doctourov, constitué des divisions Kapsevich et Likatchev est placé au centre du dispositif russe, appuyant sa gauche sur la grande redoute. Un peu après dix heures, le général Bagration a le tibia fracassé par une balle ; il est remplacé au commandement de l'aile gauche russe par le général Doctourov. Au début de la retraite de l'armée française en octobre 1812, le corps de Dokhtourov est envoyé à la rencontre de la division Broussier, mais, informé des mouvements de Napoléon Ier, Koutouzov l'envoie en toute hâte à Malojaroslawetz, que son corps, renforcé de la division d'Olsufiev et des hussards Élisabethgrad, occupe au matin du 24 octobre. Lors de la bataille qui s'ensuit, Doctourov résiste toute la journée aux attaques du prince Eugène de Beauharnais mais doit évacuer la ville après avoir perdu 8 000 hommes. Après cette bataille, Napoléon décide de dévier sa retraite et de reprendre la route empruntée à l'aller, pourtant ravagée. Le 17 novembre, Doctourov forme, avec le 8e corps de Borosdine, l'aile gauche de l'armée russe à la bataille de Krasnoï. 
Suivant de loin l'armée russe poursuivant les débris de la Grande Armée, Doctourov atteint Varsovie en février et va mettre le siège devant Modline.

### Campagne d'Allemagne de 1813
Lors de la campagne de Saxe, en 1813, Doctourov commande un corps de l'armée de Pologne du général Bennigsen. Levant partiellement le blocus de Dresde, celui-ci amène les corps de Doctourov et de Markov pour prendre part à la bataille de Leipzig. Arrivé à temps pour participer aux combats du 18 octobre, Doctourov est placé au sein de l'aile droite de l'armée de Bohême et est chargé de marcher sur Baalsdorf (de) et Zweinaundorf (de). Opposé aux corps de Macdonald et de Sébastiani, il parvient à gagner du terrain le matin vers Zweinaundorf mais échoue l'après-midi à déloger les Français de Stötteritz. Après la bataille, l'armée de Pologne se dirige vers le nord et le corps de Doctourov est engagé dans un combat près de Schönebeck, face à une partie de la garnison de Magdebourg.

### Fin de carrière
Pendant les Cent-Jours, il commande la colonne de droite de l'armée russe que Barclay de Tolly fait marcher à travers l'Allemagne pour combattre Napoléon.

## Décorations
Le général Dokhtourov est successivement décoré de :
- l'ordre impérial et militaire de Saint-Georges, de 3e classe, en 1805 ;
- l'ordre de Saint-Vladimir, de 2e classe, en 1806 ;
- une épée d'or de la bravoure, en 1807 ;
- l'ordre de Sainte-Anne, de 1re classe, en 1807 ;
- l'ordre prussien de l'Aigle rouge, en 1807 ;
- l'ordre de Saint-Alexandre Nevski, en 1807 ;
- l'ordre impérial et militaire de Saint-Georges, de 2e classe, en 1813.